# 卡萊爾 (愛荷華州)
卡萊爾（英語：Carlisle）是一個位於美國愛荷華州沃倫縣和波爾克縣的城市。

## 地理
卡萊爾的座標為41°30′04″N 93°29′25″W / 41.50111°N 93.49028°W，而該地的平均海拔高度為260米（即853英尺）。

## 人口
根據2010年美國人口普查的數據，卡萊爾的面積為14.40平方千米，當中陸地面積為14.40平方千米，而水域面積為0.00平方千米。當地共有人口3876人，而人口密度為每平方千米269人。